# شهدخوار سیاه
شهدخوار سیاه (نام علمی: Leptocoma sericea) نام یک گونه از تیره شهدخواران است.